# Quentin Dolmaire
Quentin Dolmaire est un acteur français né le 18 février 1994 à Vernon.
Il est nommé au César du meilleur espoir masculin pour Trois Souvenirs de ma jeunesse.

## Biographie
Quentin Dolmaire est né à Vernon dans l'Eure, il a une mère comptable. Il fait du théâtre à partir de l'âge de dix ans avec Charley Stanguennec. Il suit le cours Simon. Il obtient le rôle principal du film d'Arnaud Desplechin Trois Souvenirs de ma jeunesse, dans lequel il incarne Paul Dédalus à la fin de l'adolescence quand Mathieu Amalric interprète le même personnage à l'âge mûr. Il interprète le rôle principal du film de Clément Schneider, Un violent désir de bonheur.

## Filmographie

### Cinéma

#### Longs métrages
- 2015 : Trois Souvenirs de ma jeunesse d'Arnaud Desplechin : Paul Dédalus adolescent
- 2017 : Sage Femme de Martin Provost : Simon
- 2017 : Le Redoutable de Michel Hazanavicius : Paul
- 2018 : Un violent désir de bonheur de Clément Schneider : Gabriel / François
- 2018 : L'amour est une fête de Cédric Anger : Vincent
- 2018 : L'Autre sur ma tête de Julie Colly : Nani
- 2018 : Ulysse et Mona de Sébastien Betbeder : Camille
- 2019 : Synonymes de Nadav Lapid : Emile
- 2019 : Je voudrais que quelqu'un m'attende quelque part d'Arnaud Viard : Andréa
- 2022 : Fifi de Jeanne Aslan et Paul Saintillan : Stéphane
- 2023 : Le Processus de paix d'Ilan Klipper : Nathan
- 2024 : Niki de Céline Sallette : Pierre Restany
- 2025 : Une pointe d'amour de Maël Piriou : Benjamin

#### Courts métrages
- 2016 : Les Heures de coton de Sébastien Truchet : Thomas
- 2017 : L'Amour volant d'Antoine Denis : Gaspard
- 2017 : Ex-voto d'Antoine Beauvois : Lucas
- 2017 : La Jeune bergère de Grégory Aschenbroich : Antoine
- 2018 : Sur la terre, des orages de Marion Jhöaner : Nathan
- 2018 : Les Choses du dimanche de Thomas Petit : Alban
- 2020 : Extérieur crépuscule de Roman Kané : Joseph
- 2020 : Quand on ne sait pas voler de Thomas Keumurian : Henri
- 2020 : L'Ami de vacances d'Antoine Du Jeu : Aurélien
- 2022 : Phase 9 de Souliman Schelfout : Mephisto
- 2024 : Les belles cicatrices de Raphaël Jouzeau : Gaspard

### Télévision
- 2018 : Capitaine Marleau, épisode Ne plus mourir jamais de Josée Dayan : Tom Tamani (saison 2, épisode 7)
- 2021-2022  : OVNI(s) d'Antony Cordier : Rémy Bideau

## Théâtre
- 2022 : Lorsque l'enfant paraît d'André Roussin, mise en scène Michel Fau, théâtre de la Michodière

## Distinctions

### Nominations
- Césars 2016 : César du meilleur espoir masculin pour Trois Souvenirs de ma jeunesse
- Prix Lumières 2016 : Prix Lumières du meilleur espoir masculin pour Trois Souvenirs de ma jeunesse[8]